# Constantin Crișan (politician)
Constantin Crișan (n. 21 mai 1934 – d. 29 decembrie 1986, Cluj-Napoca, România) a fost primar al municipiului Cluj-Napoca în perioada 1975–1986.

## Distincții
- Ordinul „23 August” clasa a III-a (16 decembrie 1972) „pentru merite deosebite în opera de construire a socialismului, cu prilejul aniversării a 25 de ani de la proclamarea Republicii”[1]